# Futbol a Qatar
El futbol és l'esport més popular a Qatar. És dirigit per l'Associació de Futbol de Qatar.

## Història

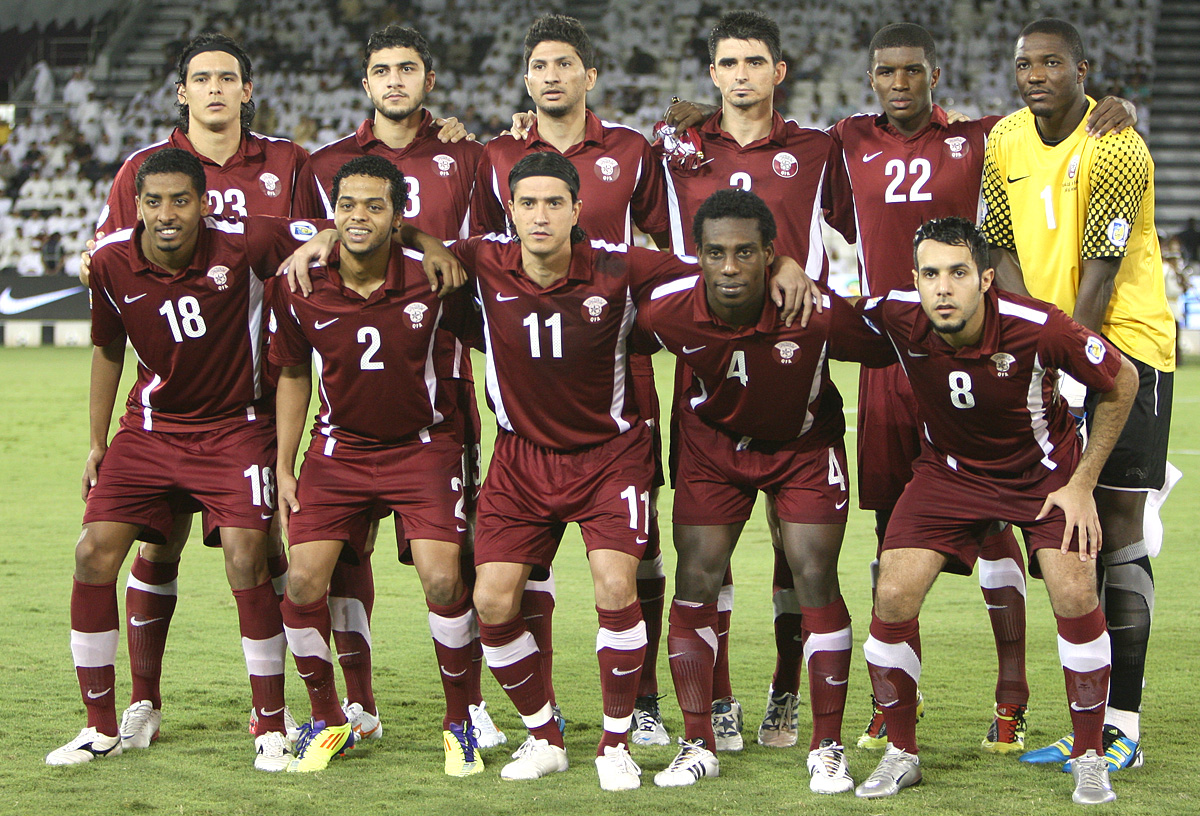
Selecció de futbol de Qatar el 2011.

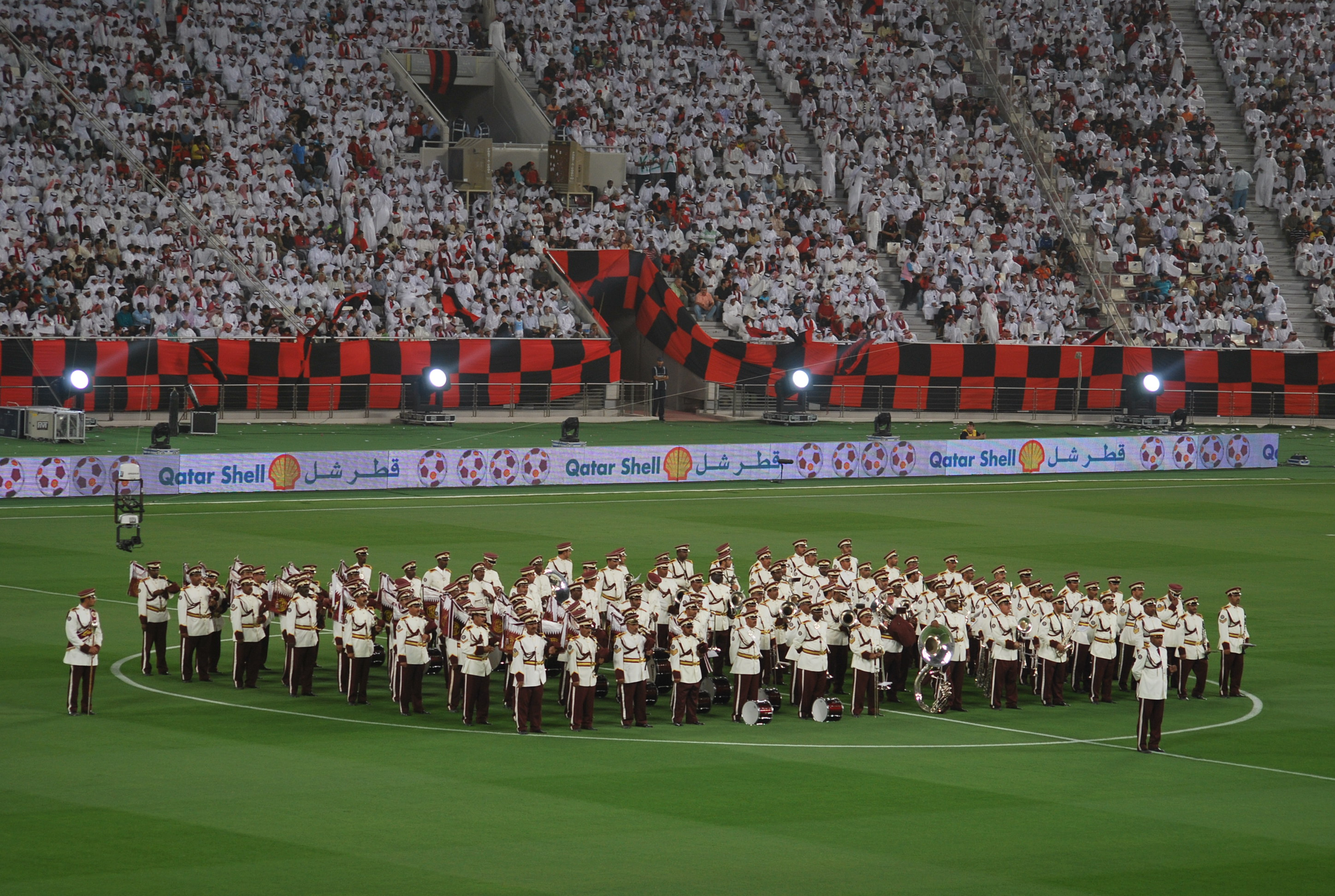
Prèvia Al Gharafa vs Al Rayyan a la Copa de l'Emir de 2009.

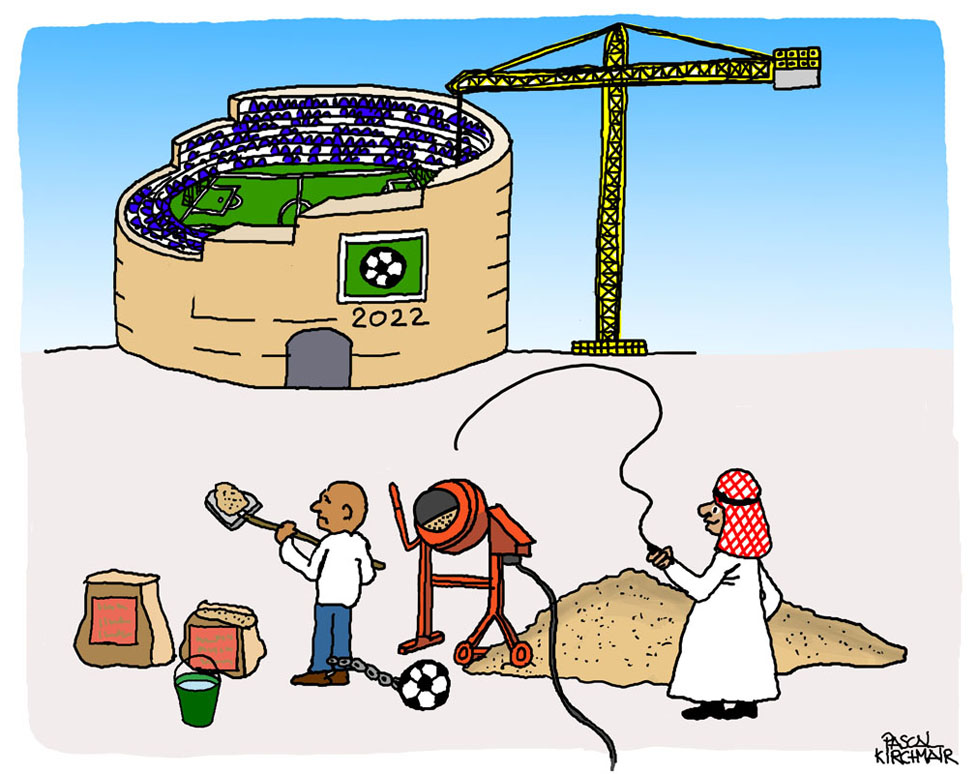
Còmic sobre la mà d'obra utilitzada en la construcció dels estadis de la Copa del Món de futbol de 2022.

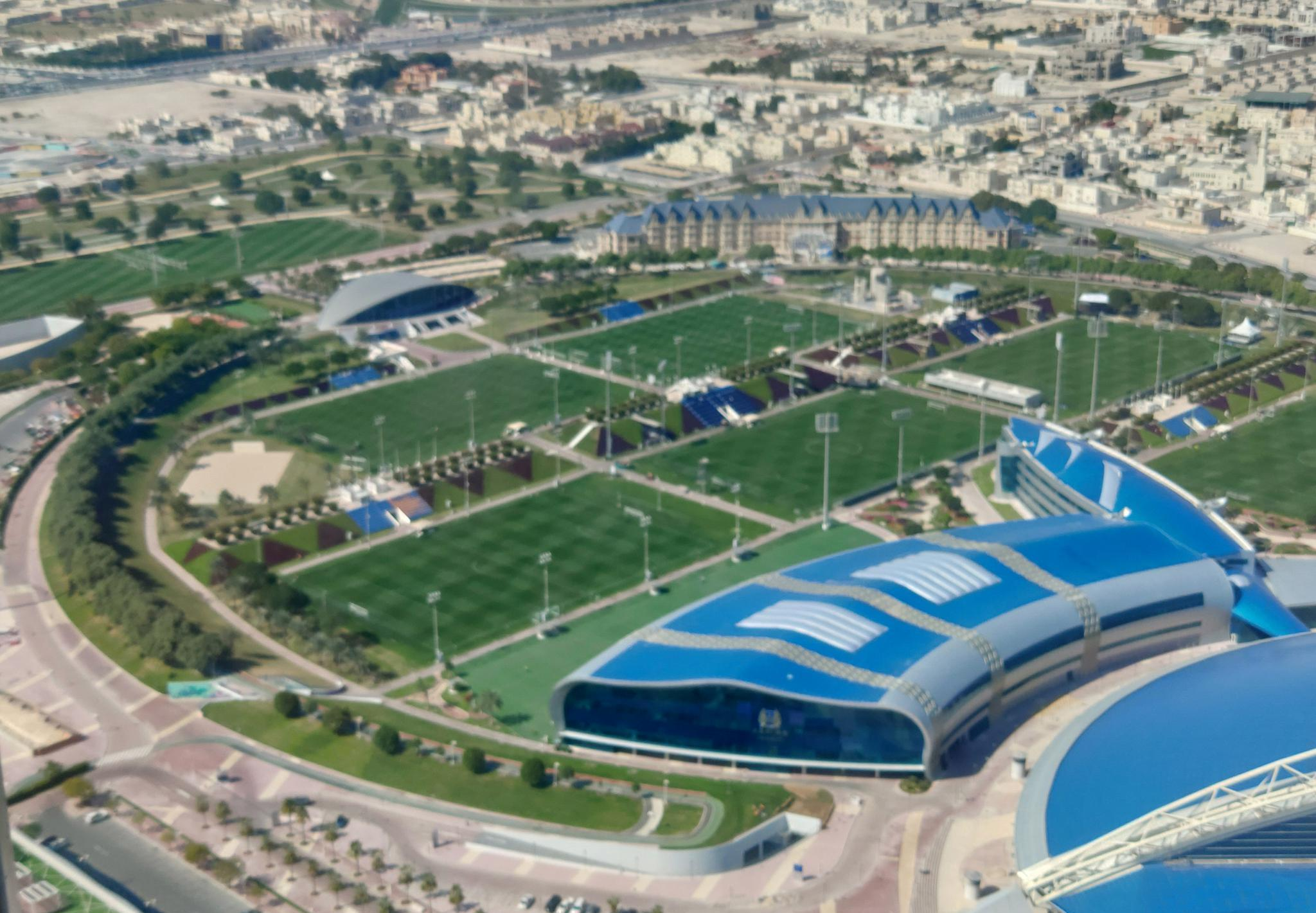
Vista aèria de l'acadèmia Aspire.

El futbol va ser introduït al país l'any 1948 per treballadors de les empreses petroleres. El primer club va néixer el 1950 amb el nom Al-Najah, actual Al Ahli. La primera competició s'organitzà el 1951 amb el nom Campionat Izz al-Din organitzat per la Qatar Oil Company. A finals de dècada adoptà el nom Copa Pukett. La Federació Nacional es formà el 1960 i la primera lliga la temporada 1963-64.

## Competicions
- Lligues:
  - Qatar Stars League
  - Segona Divisió de Qatar
- Copes:
  - Copa de l'Emir de Qatar
  - Copa de les Estrelles de Qatar
  - Copa de Qatar de futbol (antiga Copa Príncep de la Corona)
  - Copa del Xeic Jassem de Qatar (supercopa)

## Principals clubs
Clubs amb més títols nacionals a 2021.
- Al-Sadd SC Doha
- Qatar SC Doha
- Al-Rayyan SC
- Al-Arabi SC Doha
- Al-Gharafa SC Doha
- Al-Duhail SC
- Al-Wakrah SC
- Al-Ahli SC Doha
- Al-Maref
- El Jaish SC
- Al-Khor SC
- Umm Salal SC
- Muaither SC
- Al-Shamal SC

## Jugadors destacats
Fonts:
Des de 1970
- Mubarak Anber
- Khaled Ballan
- Sami Mohamed Wafa

Des de 1980
- Younes Ahmed
- Mansour Muftah
- Khalid Salman

Des de 1990
- Mohammed Salem Al-Enazi
- Abdulnasser Al-Obaidly
- Jassim Al Tamimi
- Adel Khamis
- Mubarak Mustafa

Des de 2000
- Ibrahim Al-Ghanim
- Khalfan Ibrahim
- Bilal Mohammed
- Meshal Mubarak
- Wesam Rizik
- Hussein Yasser

Des de 2010
- Akram Afif
- Hassan Al-Haydos
- Almoez Ali
- Qasem Burhan
- Marcone Amaral Costa
- Abdelkarim Hassan
- Abdulaziz Hatem
- Boualem Khoukhi
- Ibrahim Majid
- Ró-Ró
- Sebastián Soria

## Principals estadis

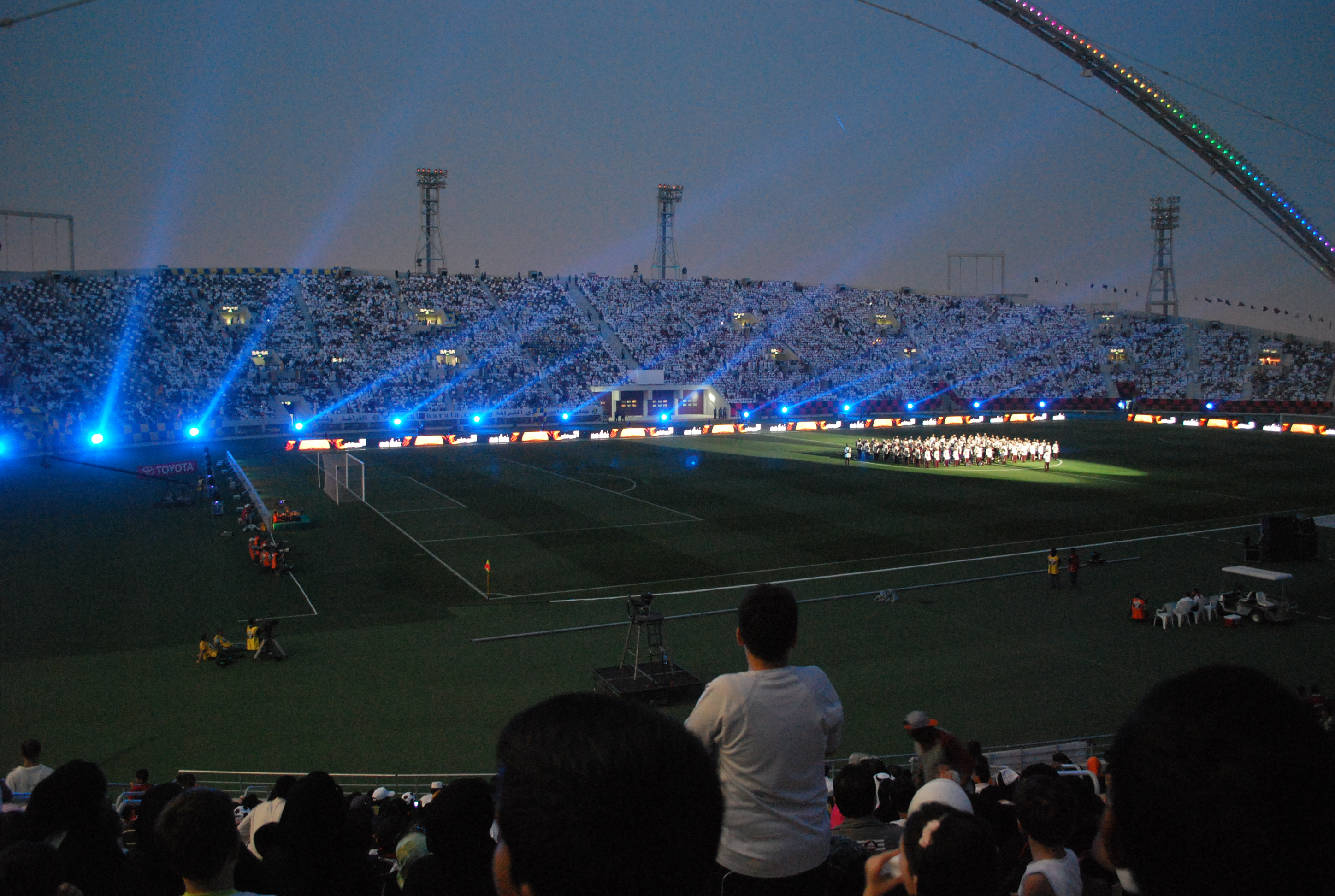
Estadi Internacional Khalifa.

| # | Estadi                       | Capacitat | Ciutat    | Construcció |
| - | ---------------------------- | --------- | --------- | ----------- |
| 1 | Estadi Internacional Khalifa | 48.000    | Doha      | 1975        |
| 2 | Estadi Ahmed bin Ali         | 21.282    | Al Rayyan | 2003        |
| 3 | Estadi Thani bin Jassim      | 21.175    | Al Rayyan | 2003        |

### Estadis futurs
| Estadi                      | Capacitat | Ciutat    |
| --------------------------- | --------- | --------- |
| Estadi Icònic de Lusail     | 80.000    | Lusail    |
| Estadi Al-Bayt Stadium      | 60.000    | Al Khor   |
| Estadi Ciutat de l'Educació | 45.350    | Doha      |
| Estadi Al Wakrah            | 45.120    | Al Wakrah |
| Estadi Port de Doha         | 44.950    | Doha      |
| Estadi Al Thumama           | 40.000    | Doha      |